# Estéfano (indumentaria)

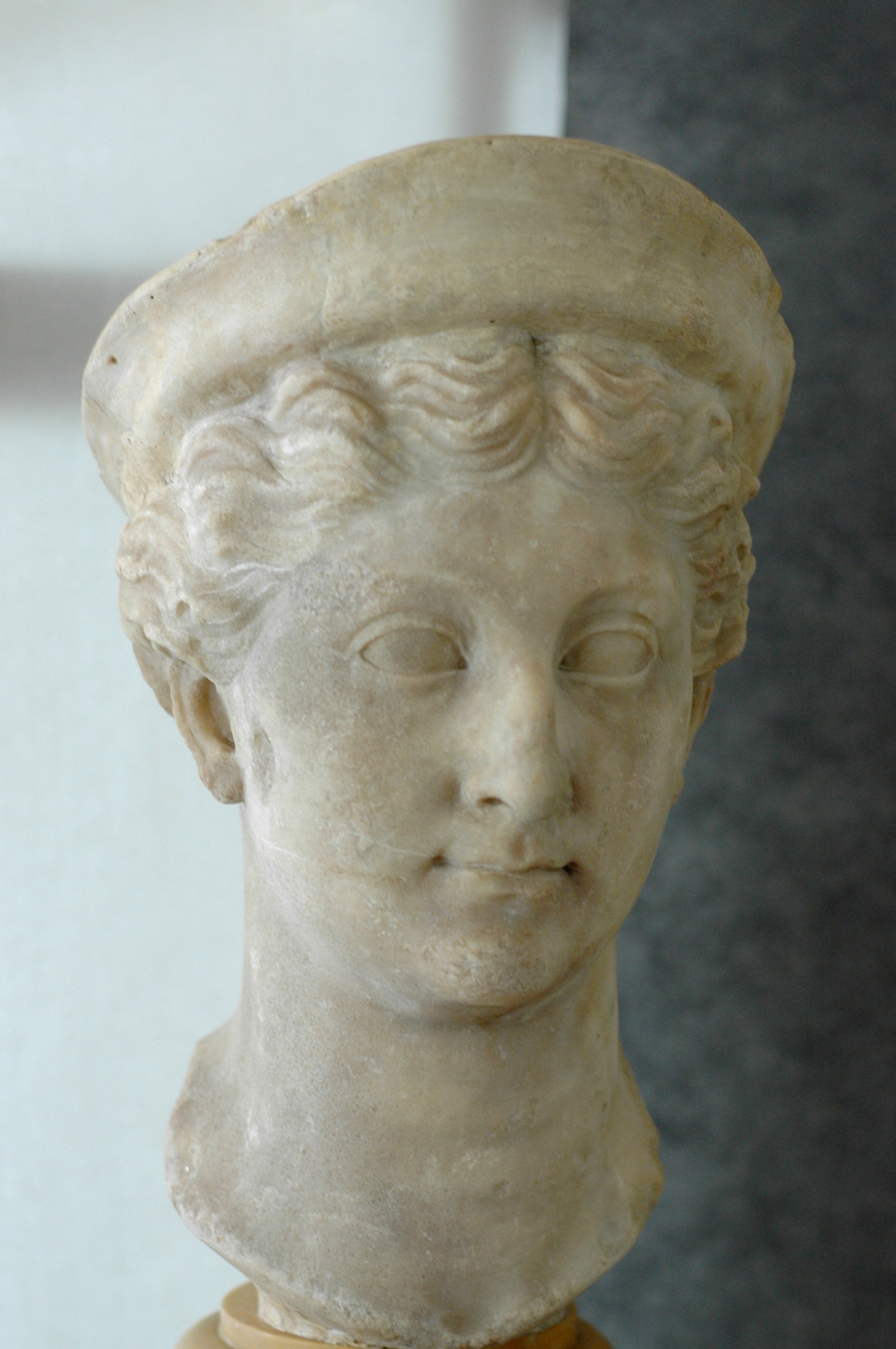
Busto de emperatriz con estéfano (posiblemente Vibia Sabina), c. 134-147 d. C.

Un estéfano (en griego antiguo: στέφανος, de στέφω (stéphō, ‘yo rodeo’), en latín: Stephanus = corona, corona decorativa que se lleva en la cabeza) era una diadema o circunferencia decorativa hecha de metal, a menudo vista en representaciones de mujeres romanas y griegas antiguas de alto estatus, así como de diosas. El estéfano solía consistir en un arco de metal más alto en el centro que a los lados. Se colocaba sobre el cabello de la mujer, con o sin velo. Se asemejaba a una corona.